# Trechus obtusus
Trechus obtusus (лат.) — вид жужелиц из подсемейства Scaritinae. Голарктика.

## Описание
Жуки мелких размеров, длина которых 3,6—4,1 мм. Верхняя поверхность от красновато-коричневой до коричневой с более тёмной головой; лоб с двумя надглазничными щетинками с каждой стороны; лобные борозды заметно расходятся назад, циркулярно окружая глаза; мандибула с латеро-базальной щетинкой; вершинный максиллярный членик такой же длины, как и предпоследний членик; переднеспинка с косым задним краем к заднему углу; основание с резким, поперечным, линейным вдавлением с каждой стороны; сторона переднеспинки с очень короткой, почти незаметной выемкой впереди заднего угла.
Имаго встречаются в нарушенных местообитаниях вблизи городских и сельских участков, таких как возделываемые поля, парки, фруктовые сады, городские лужайки, опушки леса, обочины дорог, гравийные карьеры и пустоши. Этот вид ведёт ночной образ жизни и считается случайным летуном и умеренным бегуном. Исходный ареал включает Палеарктику (Европа, Северная Африка). В последние годы отмечается в Северной Америке (Канада, США).